# Adalbertia duponti
Adalbertia duponti är en fjärilsart som beskrevs av Louis Beethoven Prout 1915. Adalbertia duponti ingår i släktet Adalbertia och familjen mätare. Inga underarter finns listade i Catalogue of Life.